# Informix
Informix var ett amerikanskt dataföretag som marknadsförde en databashanterare med samma namn. 
Företaget köptes upp av IBM 2001 och de säljer och utvecklar fortfarande Informix.